# Agence du numérique de défense
L'Agence du numérique de défense est une agence française du ministère des Armées, créée le 23 avril 2021. Elle est un service à compétence nationale, d'abord rattaché au délégué général pour l'armement jusqu'au 23 février 2024, puis au directeur des opérations, du maintien en condition opérationnelle et du numérique de la direction générale de l'armement. L'agence est fusionnée au sein du Commissariat au numérique de défense à partir du 1er septembre 2025,.

## Missions
Pour mener bien cette mission, l’AND travaille sur trois axes :
- elle fédère et mutualise les capacités existantes en matière de conduite de projets numériques et diffuse les meilleures pratiques ;
- elle assure un rôle de conseil des armées, des directions et des services sur la définition de leurs besoins numériques, et veille à l’optimisation des ressources humaines et financières qu’ils leur consacrent ;
- elle contribue à la mise en œuvre de la politique industrielle du ministère des Armées dans le domaine des technologies numériques des systèmes d’information.

## Organisation
L’Agence du numérique de défense est un service à compétence nationale rattaché au délégué général pour l’armement et situé sur quatre sites (Le Kremlin Bicetre, Paris, Bruz et Bordeaux). Elle regroupe fonctionnellement environ 400 personnes, principalement originaires de la DIRISI et de la DGA.
Outre son comité directeur, l’AND est organisée en six divisions, quatre chargées des acquisitions par domaine (soutien logistique, renseignement, SIRH et socle), une division technique chargée des remédiations et de la capitalisation de bonnes pratiques, et une dernière chargée des compétences transverses (finances, gestion de projet, etc.).

## Directeurs
- Dominique Luzeaux du 23 avril 2021 au 31 août 2023.
- Anne-Cécile Ortemann du 1er septembre 2023 au 30 juin 2024.